# Baiza

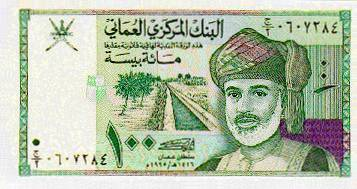
100 baiza

Baiza (baisa) – drobna jednostka monetarna Omanu emitowana:
- w latach 1946–1970 w Muskacie i Omanie (równa {\displaystyle {\tfrac {1}{200}}} riala saidi, a w 1970 {\displaystyle {\tfrac {1}{1000}}} riala saidi)
- w 1940 r. w prowincji Dhofar (równa {\displaystyle {\tfrac {1}{200}}} riala dhofaryjskiego)
- po zmianie nazwy państwa na Oman od 1974 r. jako równowartość {\displaystyle {\tfrac {1}{1000}}} riala omańskiego.